# فيليب ملك بلجيكا
الملك لويس فيليب ليوبولد ماري (15 أبريل 1960 -)، هو حامل لقب ملك البلجيكيين، بعد أن اعتلى العرش يوم 21 يوليو 2013. وهو الابن الأكبر للملك ألبير الثاني والملكة باولا. تزوج الكونتيسة ماتيلدا كوت ديفوار (الآن الملكة ماتيلد)، ولديه منها أربعة أطفال.

## تعليمه
أتم تعليمه الابتدائي والسنوات الثلاث الأولى من تعليمه الثانوي بالفرنسية في «مدرسة سان ميشيل في إيتربيك». ومن ثم تابع دراساته الثانوية لثلاث سنوات بالهولندية في «دير زيفين كيركن» في منطقة «سانت أندرييس» قرب بروج.
وفي عام 1978 التحق «بالكلية الملكية العسكرية» في بروكسل حتى عام 1981، وكان قد سمي ملازم ثاني عام 1980، وتلقى وسام طيار حربي من يدي الملك بودوان الأول بتاريخ 9 يوليو 1982. وبعد القوات الجوية انضم للدراسة في قوات المشاة. وبعد الدراسة العسكرية تابع دراساته لمدة شهرين في جامعة أوكسفورد، وابتداءً من شهر سبتمبر 1983 في جامعة ستانفورد في كاليفورنيا. وبتاريخ 16 يونيو 1985 نال دبلومًا في فنون العلوم السياسية ليصبح بذلك أول عضو في العائلة المالكة البلجيكية يحصل على دبلوم جامعي.

## حياته العائلية
في بتاريخ 4 ديسمبر 1999 تزوج من ماتيلد ماري كريستين غيسلاين (ماتيلد دوقة برابانت بعد الزواج)، وأنجبا:
- الأميرة إليزابيث (25 أكتوبر 2001).
- الأمير غابرييل (20 أغسطس 2003).
- الأمير إيمانويل (4 أكتوبر 2005).
- الأميرة إليانور (16 أبريل 2008).

## تتويجه ملكاً
| ملوك بلجيكا                                                                                       |
| ليوبولد الأول . ليوبولد الثاني . ألبير الأول ليوبولد الثالث . بودوان الأول . ألبير الثاني . فيليب |

توج ملكاً في 21 تموز 2013 بعد تنازل والده ألبير الثاني عن العرش.

## روابط خارجية
- فيليب ملك بلجيكا على موقع الموسوعة البريطانية (الإنجليزية)
- فيليب ملك بلجيكا على موقع مونزينجر (الألمانية)